# Friedrich III Leopold Praschma
Friedrich III Leopold Maria Walentin Emanuel Oscar Graf Praschma Freiherr von Bilkau (ur. 12 czerwca 1900, zm. 15 lutego 2000) – syn Hansa i Marie Landsberg-Velen. Zawarł związek małżeński z Sophie zu Hohenlohe-Schillingsfürst (1912–1981), córką księcia raciborskiego na Rudach Wiktora III Augusta von Ratibor. Ostatni właściciel Niemodlina, władał majątkiem do 1945 roku, później osiadł w nowych Niemczech, w Kapellen, w pobliżu Moers. Zmarł w 2000 roku.